# Mix FM Juiz de Fora
Mix FM Juiz de Fora é uma emissora de rádio brasileira sediada em Juiz de Fora, cidade do estado de Minas Gerais. Opera na frequência FM 88.9 MHz e é afiliada à Mix FM. Pertence à Rede Tribuna de Comunicação, que também controla a Transamérica Juiz de Fora e o jornal Tribuna de Minas.

## História
Oito anos após ter comprado a Rádio Solar, em 1988, o médico e empresário Juracy de Azevedo Neves consegue a outorga de uma nova FM comercial para Juiz de Fora, entrando no ar a Solar FM. A emissora tinha programação popular, com foco nas classes CDE com idade entre 22 e 40 anos e primeiro grau completo. Em contraponto com sua principal concorrente na época, a Manchester FM (rádio ambiente de música orquestrada), tocava os sucessos nacionais e internacionais do momento. A emissora foi um sucesso nos anos 1990, liderando a audiência de Juiz de Fora e alcançando um público de dentro e fora de Minas Gerais.
O declínio da Solar FM começa a partir dos anos 2000, quando começa a perder o público para a concorrência e o padrão de qualidade provocada por contenção de gastos. Outro motivo foram as mudanças na Rádio Solar (também impactantes na FM), que entre 2005 e 2006 passa a ser sertaneja e em 2008 retira toda a sua programação para ser somente musical.
Até 2012, a Solar FM tinha programação considerada generalista, com programas para diversos estilos musicais (desde o chamado flashback até funk) e de variedades, como horóscopo e fofocas. Neste ano, o grupo contratou a Sieg Informação para realizar uma pesquisa sobre o perfil dos ouvintes de rádio em Juiz de Fora. Com base nos resultados, a direção da emissora resolveu largar o segmento jovem e passou a abordar o formato "adulto-popular" voltada para as classes B e C, com um público acima dos vinte e cinco anos, o formato BC 25+. Esta programação entrou no ar em 18 de outubro de 2012. Em 2013, a Solar FM aparecia com 20% de audiência geral numa pesquisa realizada pelo Ibope com 4 emissoras FM da cidade.
Em abril de 2019, foi confirmada afiliação da emissora com a Mix FM, com previsão de estreia para junho. Sua estreia oficial foi confirmado para o dia 5 de junho de 2019.